# Convocazioni per il campionato mondiale maschile under 20 di calcio 2023
Elenco dei giocatori convocati da ciascuna Nazionale partecipante ai Mondiali di calcio Under-20 2023.

## Gruppo A

### Argentina
Commissario tecnico: Javier Mascherano
La squadra finale è stata annunciata il 3 maggio 2023.
| N. | Pos. | Giocatore            | Data di nascita/Età         | Squadra            |
| -- | ---- | -------------------- | --------------------------- | ------------------ |
| 1  | P    | Federico Gomes Gerth | 5 marzo 2004 (19 anni)      | Tigre              |
| 2  | D    | Lautaro Di Lollo     | 10 marzo 2004 (19 anni)     | Boca Juniors       |
| 3  | D    | Valentín Barco       | 23 luglio 2004 (18 anni)    | Boca Juniors       |
| 4  | D    | Agustín Giay         | 16 gennaio 2004 (19 anni)   | San Lorenzo        |
| 5  | C    | Federico Redondo     | 18 gennaio 2003 (20 anni)   | Argentinos Juniors |
| 6  | D    | Valentín Gómez       | 26 giugno 2003 (19 anni)    | Vélez Sarsfield    |
| 7  | A    | Juan Gauto           | 2 giugno 2004 (18 anni)     | Huracán            |
| 8  | C    | Máximo Perrone       | 7 gennaio 2003 (20 anni)    | Vélez Sarsfield    |
| 9  | A    | Alejo Véliz          | 19 settembre 2003 (19 anni) | Rosario Central    |
| 10 | C    | Valentín Carboni     | 5 marzo 2005 (18 anni)      | Inter              |
| 11 | A    | Matías Soulé         | 15 aprile 2003 (20 anni)    | Juventus           |
| 12 | P    | Lucas Lavagnino      | 22 agosto 2004 (18 anni)    | River Plate        |
| 13 | D    | Tomás Avilés         | 3 febbraio 2004 (19 anni)   | Racing Club        |
| 14 | C    | Mateo Tanlongo       | 12 agosto 2003 (19 anni)    | Sporting Lisbona   |
| 15 | D    | Román Vega           | 1º gennaio 2004 (19 anni)   | Barcellona Atlètic |
| 16 | A    | Luka Romero          | 18 novembre 2004 (18 anni)  | Lazio              |
| 17 | P    | Nicolás Cláa         | 5 agosto 2004 (18 anni)     | Lanús              |
| 18 | A    | Brian Aguirre        | 6 gennaio 2003 (20 anni)    | Newell's Old Boys  |
| 19 | C    | Gino Infantino       | 19 maggio 2003 (19 anni)    | Rosario Central    |
| 20 | C    | Ignacio Miramón      | 12 giugno 2003 (19 anni)    | Gimnasia (LP)      |
| 21 | A    | Ignacio Maestro Puch | 3 agosto 2003 (19 anni)     | Atl. Tucumán       |

### Uzbekistan
Commissario tecnico: Ravshan Haydarov
La squadra finale è stata annunciata l'8 maggio 2023.
| N. | Pos. | Giocatore                | Data di nascita/Età        | Squadra             |
| -- | ---- | ------------------------ | -------------------------- | ------------------- |
| 1  | P    | Edem Nemanov             | 25 dicembre 2003 (19 anni) | Chigatoy            |
| 2  | D    | Izzatillo Pulatov        | 15 giugno 2003 (19 anni)   | Metallurg Bekabad   |
| 3  | D    | Abdukodir Khusanov       | 29 febbraio 2004 (19 anni) | Ėnerhetyk-BDU Minsk |
| 4  | D    | Abubakir Ashurov         | 12 giugno 2003 (19 anni)   | Paxtakor            |
| 5  | A    | Rustam Turdimurodov      | 4 aprile 2004 (19 anni)    | Paxtakor            |
| 6  | D    | Jakhongir Urozov         | 18 gennaio 2004 (19 anni)  | Bunyodkor           |
| 7  | A    | Pulatkhuja Kholdorkhonov | 6 luglio 2003 (19 anni)    | Paxtakor            |
| 8  | C    | Bekhruz Askarov          | 8 marzo 2003 (20 anni)     | Paxtakor            |
| 9  | A    | Shakhzod Nematjonov      | 6 agosto 2003 (19 anni)    | Metallurg Bekabad   |
| 10 | C    | Umarali Rahmonaliyev     | 18 agosto 2003 (19 anni)   | Rubin               |
| 11 | C    | Sherzod Esanov           | 1º febbraio 2003 (20 anni) | Andijon             |
| 12 | P    | Asror Kenzhaev           | 15 luglio 2004 (18 anni)   | Neftchi Fergana     |
| 13 | D    | Zafarmurod Abdurahmatov  | 28 aprile 2003 (20 anni)   | Nasaf Qarshi        |
| 14 | C    | Abbosbek Fayzullayev     | 3 ottobre 2003 (19 anni)   | Paxtakor            |
| 15 | D    | Diyor Ortikboev          | 6 gennaio 2003 (20 anni)   | Paxtakor            |
| 16 | C    | Shakhzod Rakhmatullaev   | 7 maggio 2003 (20 anni)    | Paxtakor            |
| 17 | C    | Nodir Abdurazzakov       | 27 maggio 2004 (18 anni)   | AGMK Olmaliq        |
| 18 | D    | Saidafzalkhon Akhrorov   | 20 gennaio 2003 (20 anni)  | Turon Yaypan        |
| 19 | C    | Shakhzod Akromov         | 7 febbraio 2004 (19 anni)  | Nasaf Qarshi        |
| 20 | D    | Makhmud Makhamadjonov    | 30 giugno 2003 (19 anni)   | Bunyodkor           |
| 21 | P    | Otabek Boymurodov        | 5 giugno 2003 (19 anni)    | Paxtakor            |

### Guatemala
Commissario tecnico:  Rafael Loredo
La squadra finale è stata annunciata l'11 maggio 2023.
| N. | Pos. | Giocatore            | Data di nascita/Età         | Squadra             |
| -- | ---- | -------------------- | --------------------------- | ------------------- |
| 1  | P    | Fausto Delgado       | 17 settembre 2005 (17 anni) | GS Academy          |
| 2  | D    | Randall Corado       | 1º settembre 2004 (18 anni) | CSD Municipal       |
| 3  | D    | Emerson Raymundo     | 7 febbraio 2003 (20 anni)   | Suchitepéquez       |
| 4  | D    | Mathius Gaitán       | 31 gennaio 2003 (20 anni)   | CSD Municipal       |
| 5  | D    | Arián Recinos        | 3 febbraio 2005 (18 anni)   | N.Y. Red Bulls      |
| 6  | C    | Carlos Santos        | 5 agosto 2003 (19 anni)     | Iztapa              |
| 7  | C    | Daniel Cardoza       | 15 marzo 2004 (19 anni)     | Comunicaciones      |
| 8  | C    | Néstor Cabrera       | 12 novembre 2003 (19 anni)  | N.Y. Red Bulls      |
| 9  | A    | Jefry Bantes         | 8 marzo 2004 (19 anni)      | CSD Municipal       |
| 10 | A    | Arquímides Ordóñez   | 5 agosto 2003 (19 anni)     | FC Cincinnati       |
| 11 | C    | Rudy Muñoz           | 6 febbraio 2005 (18 anni)   | CSD Municipal       |
| 12 | P    | Jorge Moreno         | 28 dicembre 2004 (18 anni)  | Comunicaciones      |
| 13 | C    | Allan Juárez         | 2 febbraio 2004 (19 anni)   | S.J. Earthquakes II |
| 14 | D    | Jonathan Franco      | 26 luglio 2003 (19 anni)    | CSD Municipal       |
| 15 | D    | Andy Domínguez       | 5 febbraio 2003 (20 anni)   | Comunicaciones      |
| 16 | D    | Jeshua Urizar        | 19 ottobre 2004 (18 anni)   | Deportivo Mixco     |
| 17 | C    | José Carlos Espinoza | 10 settembre 2003 (19 anni) | Zacapa              |
| 18 | C    | Edy Palencia         | 1º giugno 2004 (18 anni)    | Comunicaciones      |
| 19 | A    | Anderson Villagrán   | 10 maggio 2003 (20 anni)    | Dep. Malacateco     |
| 20 | D    | Figo Motaño          | 20 aprile 2004 (19 anni)    | CSD Municipal       |
| 21 | P    | David Aldana         | 24 aprile 2003 (20 anni)    | CSD Municipal       |

### Nuova Zelanda
Commissario tecnico: Darren Bazeley
La squadra finale è stata annunciata il 1º maggio 2023.
| N. | Pos. | Giocatore         | Data di nascita/Età         | Squadra             |
| -- | ---- | ----------------- | --------------------------- | ------------------- |
| 1  | P    | Kees Sims         | 27 marzo 2003 (19 anni)     | Ljungskile          |
| 2  | D    | Jackson Jarvie    | 1º maggio 2003 (19 anni)    | Eastern Suburbs     |
| 3  | D    | Adam Supyk        | 21 febbraio 2004 (18 anni)  | Eastern Suburbs     |
| 4  | D    | Isaac Hughes      | 25 marzo 2004 (18 anni)     | Wellington Phoenix  |
| 5  | D    | Finn Surman       | 23 settembre 2003 (19 anni) | Wellington Phoenix  |
| 6  | C    | Fin Conchie       | 10 agosto 2003 (19 anni)    | Wellington Phoenix  |
| 7  | C    | Noah Karunaratne  | 27 giugno 2003 (19 anni)    | Wellington Phoenix  |
| 8  | C    | Jackson Manuel    | 24 febbraio 2003 (19 anni)  | Western Springs     |
| 9  | A    | Oliver Colloty    | 4 luglio 2003 (19 anni)     | svincolato          |
| 10 | C    | Jay Herdman       | 14 agosto 2004 (18 anni)    | Vancouver Whitecaps |
| 11 | A    | Norman Garbett    | 27 febbraio 2004 (18 anni)  | Potenza             |
| 12 | D    | Everton O'Leary   | 4 ottobre 2004 (18 anni)    | Birkenhead Utd      |
| 13 | P    | Henry Gray        | 29 marzo 2005 (17 anni)     | svincolato          |
| 14 | D    | Finn Linder       | 6 maggio 2004 (18 anni)     | Vancouver Whitecaps |
| 15 | D    | Aaryan Raj        | 4 maggio 2003 (19 anni)     | Eastern Suburbs     |
| 16 | C    | Dan McKay         | 27 novembre 2003 (19 anni)  | Wellington Phoenix  |
| 17 | A    | Oliver Fay        | 16 luglio 2003 (19 anni)    | Ljungskile          |
| 18 | A    | Ben Wallace       | 26 marzo 2003 (19 anni)     | Wellington Phoenix  |
| 19 | A    | Kian Donkers      | 12 settembre 2004 (18 anni) | N.E.C.              |
| 20 | D    | Lukas Kelly-Heald | 18 marzo 2005 (17 anni)     | Wellington Phoenix  |
| 21 | P    | Alby Kelly-Heald  | 18 marzo 2005 (17 anni)     | Wellington Phoenix  |

## Gruppo B

### Stati Uniti
Commissario tecnico: Mikey Varas
La squadra finale è stata annunciata il 10 maggio 2023. Mauricio Cuevas è stato rimpiazzato da Michael Halliday a causa di un infortunio il 18 maggio 2023.
| N. | Pos. | Giocatore        | Data di nascita/Età         | Squadra            |
| -- | ---- | ---------------- | --------------------------- | ------------------ |
| 1  | P    | Gabriel Slonina  | 15 maggio 2004 (18 anni)    | Chelsea            |
| 2  | D    | Michael Halliday | 22 gennaio 2003 (20 anni)   | Orlando City       |
| 3  | D    | Caleb Wiley      | 22 dicembre 2004 (18 anni)  | Atlanta United     |
| 4  | D    | Joshua Wynder    | 2 maggio 2005 (18 anni)     | Louisville City    |
| 5  | D    | Brandan Craig    | 7 aprile 2004 (19 anni)     | Philadelphia Union |
| 6  | C    | Daniel Edelman   | 28 aprile 2003 (20 anni)    | N.Y. Red Bulls     |
| 7  | A    | Quinn Sullivan   | 27 marzo 2004 (19 anni)     | Philadelphia Union |
| 8  | C    | Jack McGlynn     | 7 luglio 2003 (19 anni)     | Philadelphia Union |
| 9  | A    | Cade Cowell      | 14 ottobre 2003 (19 anni)   | S.J. Earthquakes   |
| 10 | C    | Diego Luna       | 7 settembre 2003 (19 anni)  | Real Salt Lake     |
| 11 | A    | Kevin Paredes    | 7 maggio 2003 (20 anni)     | Wolfsburg          |
| 12 | P    | Antonio Carrera  | 15 marzo 2004 (19 anni)     | FC Dallas          |
| 13 | D    | Jonathan Gómez   | 1º settembre 2003 (19 anni) | Real Sociedad      |
| 14 | D    | Marcus Ferkranus | 10 maggio 2003 (20 anni)    | LA Galaxy          |
| 15 | C    | Niko Tsakiris    | 19 giugno 2005 (17 anni)    | S.J. Earthquakes   |
| 16 | C    | Owen Wolff       | 30 dicembre 2004 (18 anni)  | Austin FC          |
| 17 | D    | Justin Che       | 18 novembre 2003 (19 anni)  | Hoffenheim         |
| 18 | C    | Obed Vargas      | 5 agosto 2005 (17 anni)     | Seattle Sounders   |
| 19 | A    | Darren Yapi      | 19 novembre 2004 (18 anni)  | Colorado Rapids    |
| 20 | C    | Rokas Pukštas    | 25 agosto 2004 (18 anni)    | Hajduk Spalato     |
| 21 | P    | Alex Borto       | 6 novembre 2003 (19 anni)   | Fulham             |

### Ecuador
Commissario tecnico: Miguel Bravo
La squadra finale è stata annunciata il 9 maggio 2023.
| N. | Pos. | Giocatore              | Data di nascita/Età        | Squadra                 |
| -- | ---- | ---------------------- | -------------------------- | ----------------------- |
| 1  | P    | Cristhian Loor         | 9 marzo 2006 (17 anni)     | Independiente del Valle |
| 2  | D    | Stalin Valencia        | 10 ottobre 2003 (19 anni)  | Pumas UNAM              |
| 3  | D    | Christian García Cajas | 6 luglio 2004 (18 anni)    | Leganés                 |
| 4  | D    | Joel Ordóñez           | 21 aprile 2004 (19 anni)   | Club Bruges             |
| 5  | C    | Óscar Zambrano         | 20 aprile 2004 (19 anni)   | LDU Quito               |
| 6  | D    | Yeltzin Erique         | 27 marzo 2003 (20 anni)    | LDU Quito               |
| 7  | A    | Alan Minda             | 14 maggio 2003 (19 anni)   | Independiente del Valle |
| 8  | C    | Sebastián González     | 6 giugno 2003 (19 anni)    | LDU Quito               |
| 9  | A    | Justin Cuero           | 18 marzo 2004 (19 anni)    | Independiente del Valle |
| 10 | C    | Nilson Angulo          | 19 giugno 2003 (19 anni)   | Anderlecht              |
| 11 | A    | Cristhoper Zambrano    | 5 luglio 2004 (18 anni)    | Aucas                   |
| 12 | P    | Gilmar Napa            | 5 gennaio 2003 (20 anni)   | Emelec                  |
| 13 | D    | Daniel de la Cruz      | 6 marzo 2004 (19 anni)     | LDU Quito               |
| 14 | A    | Madison Mina           | 22 aprile 2003 (20 anni)   | LDU Quito               |
| 15 | C    | Denil Castillo         | 24 marzo 2004 (19 anni)    | LDU Quito               |
| 16 | D    | Maiky de la Cruz       | 13 agosto 2004 (18 anni)   | Stade Reims             |
| 17 | A    | Maelo Rentería         | 13 febbraio 2004 (19 anni) | Independiente del Valle |
| 18 | C    | Tommy Chamba           | 23 ottobre 2004 (18 anni)  | Emelec                  |
| 19 | C    | Kendry Páez            | 4 maggio 2007 (16 anni)    | Independiente del Valle |
| 20 | P    | Tony Jiménez           | 10 ottobre 2003 (19 anni)  | Guayaquil City          |
| 21 | A    | José Klinger           | 10 marzo 2005 (18 anni)    | Independiente del Valle |

### Fiji
Commissario tecnico:  Bobby Mimms
La squadra finale è stata annunciata il 10 maggio 2023.
| N. | Pos. | Giocatore             | Data di nascita/Età         | Squadra                |
| -- | ---- | --------------------- | --------------------------- | ---------------------- |
| 1  | P    | Aydin Mustahib        | 28 maggio 2004 (18 anni)    | Auckland United        |
| 2  | D    | Peter Ravai           | 25 marzo 2003 (20 anni)     | Rewa                   |
| 3  | C    | Eneriko Matau         | 10 gennaio 2004 (19 anni)   | Nadi                   |
| 4  | C    | Abdullah Aiyas        | 26 settembre 2003 (19 anni) | Bonnyrigg White Eagles |
| 5  | D    | Sakiusa Saqiri        | 11 giugno 2003 (19 anni)    | Tavua                  |
| 6  | C    | Thomas Dunn           | 19 gennaio 2003 (20 anni)   | Navua                  |
| 7  | D    | Arshad Khan           | 24 maggio 2004 (18 anni)    | Macarthur Rams         |
| 8  | D    | Josh Laqeretabua      | 3 marzo 2003 (20 anni)      | Charlton               |
| 9  | A    | Faazil Ali            | 8 maggio 2003 (20 anni)     | Ba                     |
| 10 | C    | Nabil Begg            | 17 marzo 2004 (19 anni)     | Ba                     |
| 11 | C    | Gulam Razool          | 29 gennaio 2004 (19 anni)   | Ba                     |
| 12 | C    | Clarence Hussain      | 4 luglio 2003 (19 anni)     | Labasa                 |
| 13 | P    | Joji Vuakaca          | 24 marzo 2003 (20 anni)     | Labasa                 |
| 14 | A    | Apisai Rabuka         | 23 ottobre 2004 (18 anni)   | Coastal Spirit         |
| 15 | C    | Sailasa Ratu          | 3 febbraio 2004 (19 anni)   | Tavua                  |
| 16 | D    | Geary Gubu            | 28 aprile 2003 (20 anni)    | Tailevu/Naitasiri      |
| 17 | D    | Mohammed Fataul       | 10 agosto 2003 (19 anni)    | Ba                     |
| 18 | D    | Samuela Navoce        | 22 luglio 2003 (19 anni)    | Ba                     |
| 19 | A    | Junior Dekedeke       | 25 marzo 2003 (20 anni)     | Lautoka                |
| 20 | P    | Isikeli Sevenaia      | 11 gennaio 2003 (20 anni)   | Nadroga                |
| 21 | A    | Sterling Vasconcellos | 19 aprile 2005 (18 anni)    | Lautoka                |

### Slovacchia
Commissario tecnico: Albert Rusnák.
La squadra finale è stata annunciata l'11 maggio 2023.
| N. | Pos. | Giocatore       | Data di nascita/Età         | Squadra                 |
| -- | ---- | --------------- | --------------------------- | ----------------------- |
| 1  | P    | Samuel Belaník  | 26 agosto 2003 (19 anni)    | Žilina                  |
| 2  | D    | Šimon Mičuda    | 28 gennaio 2004 (19 anni)   | AS Trenčín              |
| 3  | D    | Samuel Bagín    | 8 febbraio 2004 (19 anni)   | AS Trenčín              |
| 4  | C    | Ján Murgaš      | 27 marzo 2004 (19 anni)     | Flyeralarm Traiskirchen |
| 5  | D    | Dávid Ovšonka   | 17 gennaio 2004 (19 anni)   | Podbrezová              |
| 6  | D    | Sebastian Kóša  | 13 settembre 2003 (19 anni) | Spartak Trnava          |
| 7  | C    | Dominik Hollý   | 11 novembre 2003 (19 anni)  | AS Trenčín              |
| 8  | C    | Artur Gajdoš    | 20 gennaio 2004 (19 anni)   | AS Trenčín              |
| 9  | A    | Adam Griger     | 16 marzo 2004 (19 anni)     | Cagliari                |
| 10 | A    | Timotej Jambor  | 4 aprile 2003 (20 anni)     | Žilina                  |
| 11 | A    | Adam Gaži       | 1º marzo 2003 (20 anni)     | Liptovský Mikuláš       |
| 12 | P    | Adam Hrdina     | 17 febbraio 2004 (19 anni)  | Slovan Bratislava       |
| 13 | D    | Marek Ujlaky    | 3 dicembre 2003 (19 anni)   | Spartak Trnava          |
| 14 | C    | Máté Szolgai    | 27 luglio 2003 (19 anni)    | Šamorín                 |
| 15 | A    | Nino Marcelli   | 29 maggio 2005 (17 anni)    | Slovan Bratislava       |
| 16 | A    | Leo Sauer       | 16 dicembre 2005 (17 anni)  | Feyenoord               |
| 17 | C    | Dominik Šnajder | 22 luglio 2003 (19 anni)    | Žilina                  |
| 18 | D    | Nicolas Šikula  | 15 maggio 2003 (19 anni)    | Podbrezová              |
| 19 | D    | Samuel Kopásek  | 22 maggio 2003 (19 anni)    | Žilina                  |
| 20 | C    | Mario Sauer     | 15 maggio 2004 (18 anni)    | Žilina                  |
| 21 | P    | Adam Danko      | 27 giugno 2003 (19 anni)    | Pohronie                |

## Gruppo C

### Senegal
Commissario tecnico: Malick Daf
La squadra finale è stata annunciata il 10 maggio 2023.
| N. | Pos. | Giocatore             | Data di nascita/Età         | Squadra               |
| -- | ---- | --------------------- | --------------------------- | --------------------- |
| 1  | P    | Alioune Niang         | 1º gennaio 2003 (20 anni)   | La Linguère           |
| 2  | D    | Mouhamed Guèye        | 15 ottobre 2003 (19 anni)   | Diambars              |
| 3  | C    | Djibril Diarra        | 30 aprile 2004 (19 anni)    | Génération Foot       |
| 4  | C    | Mamadou Lamine Camara | 5 gennaio 2003 (20 anni)    | RS Berkane            |
| 5  | A    | Ibrahima Seck         | 1º gennaio 2004 (19 anni)   | Gorée                 |
| 6  | D    | Souleymane Basse      | 6 novembre 2003 (19 anni)   | Génération Foot       |
| 7  | A    | Oumar Diouf           | 15 marzo 2003 (20 anni)     | AF Darou Salam        |
| 8  | D    | Amidou Diop           | 8 marzo 2004 (19 anni)      | Génération Foot       |
| 9  | A    | Souleymane Faye       | 8 febbraio 2003 (20 anni)   | Talavera de la Reina  |
| 10 | A    | Samba Diallo          | 5 gennaio 2003 (20 anni)    | Dinamo Kiev           |
| 11 | C    | Mamadou Gning         | 22 dicembre 2006 (16 anni)  | Espoirs de Guédiawaye |
| 12 | D    | Babacar N'Diaye       | 25 ottobre 2004 (18 anni)   | Douanes               |
| 13 | D    | Seydou Sano           | 27 ottobre 2004 (18 anni)   | Gorée                 |
| 14 | A    | Libasse Ngom          | 4 dicembre 2003 (19 anni)   | Guédiawaye            |
| 15 | C    | Ibrahima Cissoko      | 18 aprile 2003 (20 anni)    | Gorée                 |
| 16 | P    | Mamour N'Diaye        | 22 ottobre 2005 (17 anni)   | Oslo FA Dakar         |
| 17 | A    | Mame Mor Faye         | 12 luglio 2005 (17 anni)    | AF Darou Salam        |
| 18 | C    | Mouhamed Guèye        | 16 novembre 2003 (19 anni)  | Gorée                 |
| 19 | D    | Mapenda Mbow          | 20 luglio 2004 (18 anni)    | Espoirs de Guédiawaye |
| 20 | C    | Pape Demba Diop       | 4 settembre 2003 (19 anni)  | Zulte Waregem         |
| 21 | P    | Landing Badji         | 21 settembre 2003 (19 anni) | Pikine                |

### Giappone
Commissario tecnico: Kōichi Togashi
La squadra finale è stata annunciata l'8 maggio 2023.
| N. | Pos. | Giocatore        | Data di nascita/Età         | Squadra             |
| -- | ---- | ---------------- | --------------------------- | ------------------- |
| 1  | P    | Ryōya Kimura     | 10 giugno 2003 (19 anni)    | Nihon Daigaku       |
| 2  | D    | Hayate Matsuda   | 2 ottobre 2003 (19 anni)    | Mito HollyHock      |
| 3  | D    | Hayato Tanaka    | 1º novembre 2003 (19 anni)  | Kashiwa Reysol      |
| 4  | D    | Shūta Kikuchi    | 16 agosto 2003 (19 anni)    | Shimizu S-Pulse     |
| 5  | C    | Riku Yamane      | 17 agosto 2003 (19 anni)    | Yokohama F·Marinos  |
| 6  | C    | Taichi Fukui     | 15 luglio 2004 (18 anni)    | Bayern Monaco II    |
| 7  | C    | Kuryū Matsuki    | 30 aprile 2003 (19 anni)    | FC Tokyo            |
| 8  | C    | Kōdai Sano       | 25 settembre 2003 (19 anni) | Fagiano Okayama     |
| 9  | A    | Shiō Fukuda      | 8 aprile 2004 (18 anni)     | Borussia M'gladbach |
| 10 | C    | Sōta Kitano      | 13 agosto 2004 (18 anni)    | Cerezo Osaka        |
| 11 | A    | Isa Sakamoto     | 26 agosto 2003 (19 anni)    | Fagiano Okayama     |
| 12 | P    | Yū Kanoshima     | 5 maggio 2003 (19 anni)     | Ryutsu Keizai       |
| 13 | D    | Anrie Chase      | 24 marzo 2004 (18 anni)     | Stoccarda II        |
| 14 | C    | Takatora Einaga  | 7 aprile 2003 (19 anni)     | Kawasaki Frontale   |
| 15 | D    | Yūsei Yashiki    | 18 ottobre 2003 (19 anni)   | Oita Trinita        |
| 16 | D    | Niko Takahashi   | 17 agosto 2005 (17 anni)    | Barcellona U-18     |
| 17 | C    | Kōsuke Matsumura | 2 maggio 2004 (18 anni)     | Hosei Daigaku       |
| 18 | A    | Naoki Kumata     | 2 agosto 2004 (18 anni)     | FC Tokyo            |
| 19 | D    | Kōta Takai       | 4 settembre 2004 (18 anni)  | Kawasaki Frontale   |
| 20 | C    | Taisei Abe       | 7 giugno 2004 (18 anni)     | V-Varen Nagasaki    |
| 21 | P    | Ryūsei Haruna    | 1º maggio 2004 (18 anni)    | Mito HollyHock      |

### Israele
Commissario tecnico: Ofir Haim
La squadra finale è stata annunciata il 7 maggio 2023.
| N. | Pos. | Giocatore          | Data di nascita/Età        | Squadra             |
| -- | ---- | ------------------ | -------------------------- | ------------------- |
| 1  | P    | Tomer Tzarfati     | 16 ottobre 2003 (19 anni)  | Maccabi Netanya     |
| 2  | D    | Ilay Feingold      | 23 agosto 2004 (18 anni)   | Hapoel Haifa        |
| 3  | D    | Or Israelov        | 2 novembre 2004 (18 anni)  | Maccabi Petah Tikva |
| 4  | D    | Stav Lemkin        | 2 aprile 2003 (20 anni)    | Hapoel Tel Aviv     |
| 5  | D    | Shon Edri          | 24 ottobre 2003 (19 anni)  | Hapoel Gerusalemme  |
| 6  | C    | El Yam Kancepolsky | 22 dicembre 2003 (19 anni) | Hapoel Tel Aviv     |
| 7  | A    | Anan Khalaili      | 3 settembre 2004 (18 anni) | Maccabi Haifa       |
| 8  | C    | Ilay Madmon        | 23 febbraio 2003 (20 anni) | Beitar Gerusalemme  |
| 9  | A    | Dor Turgeman       | 24 ottobre 2003 (19 anni)  | Maccabi Tel Aviv    |
| 10 | A    | Ariel Lugassy      | 24 novembre 2004 (18 anni) | Maccabi Petah Tikva |
| 11 | C    | Hamza Shibli       | 19 agosto 2004 (18 anni)   | Maccabi Haifa       |
| 12 | D    | Roy Revivo         | 22 maggio 2003 (19 anni)   | Maccabi Haifa       |
| 13 | D    | Noam Ben Harush    | 13 maggio 2005 (17 anni)   | Hapoel Haifa        |
| 14 | C    | Roy Nawi           | 4 marzo 2004 (19 anni)     | Maccabi Tel Aviv    |
| 15 | C    | Tai Abed           | 3 agosto 2004 (18 anni)    | PSV                 |
| 16 | C    | Ran Binyamin       | 6 febbraio 2004 (19 anni)  | Hapoel Tel Aviv     |
| 17 | A    | Omer Senior        | 23 febbraio 2003 (20 anni) | Hapoel Tel Aviv     |
| 18 | P    | Ofek Melika        | 23 gennaio 2005 (18 anni)  | Hapoel Ra'anana     |
| 19 | D    | Hadar Fuchs        | 13 dicembre 2003 (19 anni) | Hapoel Ashdod       |
| 20 | A    | Ahmed Salman       | 22 marzo 2004 (19 anni)    | Maccabi Netanya     |
| 21 | P    | Lior Gliklich      | 2 gennaio 2003 (20 anni)   | Hapoel Tel Aviv     |

### Colombia
Commissario tecnico: Héctor Cárdenas
La squadra finale è stata annunciata il 9 maggio 2023.
| N. | Pos. | Giocatore             | Data di nascita/Età         | Squadra                |
| -- | ---- | --------------------- | --------------------------- | ---------------------- |
| 1  | P    | Luis Marquinez        | 10 aprile 2003 (20 anni)    | Atlético Nacional      |
| 2  | D    | Daniel Pedrozo        | 19 marzo 2004 (19 anni)     | Real Cartagena         |
| 3  | D    | Édier Ocampo          | 3 ottobre 2003 (19 anni)    | Atlético Nacional      |
| 4  | D    | Fernando Álvarez      | 24 ottobre 2003 (19 anni)   | Pachuca                |
| 5  | D    | Kevin Mantilla        | 22 maggio 2003 (19 anni)    | Ind. Santa Fe          |
| 6  | C    | Jhon Vélez            | 25 luglio 2003 (19 anni)    | Atlético Junior        |
| 7  | A    | Jorge Cabezas Hurtado | 6 settembre 2003 (19 anni)  | Independiente Medellín |
| 8  | C    | Gustavo Puerta        | 23 luglio 2003 (19 anni)    | Norimberga             |
| 9  | A    | Tomás Ángel           | 20 febbraio 2003 (20 anni)  | Atlético Nacional      |
| 10 | C    | Yaser Asprilla        | 19 novembre 2003 (19 anni)  | Watford                |
| 11 | C    | Alexis Manyoma        | 3 gennaio 2003 (20 anni)    | Cortuluá               |
| 12 | P    | Juan Diego Castillo   | 13 gennaio 2003 (20 anni)   | Fortaleza C.E.I.F.     |
| 13 | C    | Juan Castilla         | 27 luglio 2004 (18 anni)    | Houston Dynamo         |
| 14 | D    | Julián Palacios       | 7 agosto 2003 (19 anni)     | Envigado               |
| 15 | D    | Devan Tanton          | 3 gennaio 2004 (19 anni)    | Fulham                 |
| 16 | C    | Óscar Cortés          | 3 dicembre 2003 (19 anni)   | Millonarios            |
| 17 | D    | Andrés Salazar        | 15 gennaio 2003 (20 anni)   | Atlético Nacional      |
| 18 | C    | Jhojan Torres         | 7 settembre 2004 (18 anni)  | Ind. Santa Fe          |
| 19 | C    | Miguel Monsalve       | 27 febbraio 2004 (19 anni)  | Independiente Medellín |
| 20 | C    | Daniel Luna           | 7 maggio 2003 (20 anni)     | Maiorca                |
| 21 | P    | Alexei Rojas          | 28 settembre 2005 (17 anni) | Arsenal                |

## Gruppo D

### Italia
Commissario tecnico: Carmine Nunziata
La squadra finale è stata annunciata l'11 maggio 2023.
| N. | Pos. | Giocatore              | Data di nascita/Età         | Squadra     |
| -- | ---- | ---------------------- | --------------------------- | ----------- |
| 1  | P    | Sebastiano Desplanches | 11 marzo 2003 (20 anni)     | Trento      |
| 2  | D    | Mattia Zanotti         | 11 gennaio 2003 (20 anni)   | Inter       |
| 3  | D    | Riccardo Turicchia     | 5 febbraio 2003 (20 anni)   | Juventus    |
| 4  | C    | Matteo Prati           | 28 dicembre 2003 (19 anni)  | SPAL        |
| 5  | D    | Daniele Ghilardi       | 6 gennaio 2003 (20 anni)    | Mantova     |
| 6  | D    | Samuel Giovane         | 28 marzo 2003 (20 anni)     | Ascoli      |
| 7  | C    | Niccolò Pisilli        | 23 settembre 2004 (18 anni) | Roma        |
| 8  | C    | Cesare Casadei         | 10 gennaio 2003 (20 anni)   | Reading     |
| 9  | A    | Giuseppe Ambrosino     | 10 settembre 2003 (19 anni) | Cittadella  |
| 10 | C    | Tommaso Baldanzi       | 23 marzo 2003 (20 anni)     | Empoli      |
| 11 | A    | Daniele Montevago      | 18 marzo 2003 (20 anni)     | Sampdoria   |
| 12 | P    | Gioele Zacchi          | 10 luglio 2003 (19 anni)    | Sassuolo    |
| 13 | D    | Filippo Fiumanò        | 23 febbraio 2003 (20 anni)  | Montevarchi |
| 14 | D    | Gabriele Guarino       | 14 aprile 2004 (19 anni)    | Empoli      |
| 15 | D    | Alessandro Fontanarosa | 7 febbraio 2003 (20 anni)   | Inter       |
| 16 | C    | Giacomo Faticanti      | 31 luglio 2004 (18 anni)    | Roma        |
| 17 | C    | Luca Lipani            | 18 maggio 2005 (18 anni)    | Genoa       |
| 18 | A    | Francesco Pio Esposito | 28 giugno 2005 (17 anni)    | Inter       |
| 19 | C    | Duccio Degli Innocenti | 28 aprile 2003 (20 anni)    | Empoli      |
| 20 | A    | Simone Pafundi         | 14 marzo 2006 (17 anni)     | Udinese     |
| 21 | P    | Jacopo Sassi           | 24 luglio 2003 (19 anni)    | Giugliano   |

### Brasile
Commissario tecnico: Ramon Menezes
La squadra finale è stata annunciata il 28 aprile 2023. Kaiky è stato rimpiazzato da Jean Pedroso a causa di un infortunio il 3 maggio 2023. Pedrinho è stato rimpiazzato da Marquinhos il 6 maggio 2023, poiché il Corinthians ha deciso di non lasciarlo partire. Michel è stato rimpiazzato da Douglas Mendes a causa di un infortunio il 12 maggio 2023.
| N. | Pos. | Giocatore          | Data di nascita/Età        | Squadra               |
| -- | ---- | ------------------ | -------------------------- | --------------------- |
| 1  | P    | Mycael             | 12 marzo 2004 (19 anni)    | Athl. Paranaense      |
| 2  | D    | Arthur             | 17 marzo 2003 (20 anni)    | América-MG            |
| 3  | D    | Jean Pedroso       | 28 gennaio 2004 (19 anni)  | Coritiba              |
| 4  | D    | Robert Renan       | 11 ottobre 2003 (19 anni)  | Zenit San Pietroburgo |
| 5  | C    | Andrey Santos      | 3 maggio 2004 (18 anni)    | Vasco da Gama         |
| 6  | D    | Kaiki Bruno        | 8 marzo 2003 (20 anni)     | Cruzeiro              |
| 7  | A    | Giovani            | 1º gennaio 2004 (19 anni)  | Palmeiras             |
| 8  | C    | Marlon Gomes       | 14 dicembre 2003 (19 anni) | Vasco da Gama         |
| 9  | A    | Marcos Leonardo    | 3 maggio 2003 (19 anni)    | Santos                |
| 10 | C    | Matheus Martins    | 16 luglio 2003 (19 anni)   | Watford               |
| 11 | C    | Guilherme Biro     | 20 aprile 2004 (19 anni)   | Corinthians           |
| 12 | P    | Kaique             | 16 aprile 2003 (20 anni)   | Palmeiras             |
| 13 | D    | André Dhominique   | 7 ottobre 2003 (19 anni)   | Bahia                 |
| 14 | D    | Douglas Mendes     | 13 giugno 2004 (18 anni)   | Salisburgo            |
| 15 | C    | Ronald Falkoski    | 11 febbraio 2003 (20 anni) | Grêmio                |
| 16 | A    | Marquinhos         | 7 aprile 2003 (20 anni)    | Norwich City          |
| 17 | A    | Giovane            | 24 novembre 2003 (19 anni) | Corinthians           |
| 18 | A    | Kevin              | 4 gennaio 2003 (20 anni)   | Palmeiras             |
| 19 | A    | Matheus Nascimento | 3 marzo 2004 (19 anni)     | Botafogo              |
| 20 | A    | Sávio              | 10 aprile 2004 (19 anni)   | PSV                   |
| 21 | P    | Kauã Santos        | 11 aprile 2003 (20 anni)   | Flamengo              |

### Nigeria
Commissario tecnico: Ladan Bosso
La squadra finale è stata annunciata l'8 maggio 2023. Saheed Jimoh è stato rimpiazzato da John Utoblo a causa di un infortunio il 9 maggio 2023.
| N. | Pos. | Giocatore         | Data di nascita/Età       | Squadra               |
| -- | ---- | ----------------- | ------------------------- | --------------------- |
| 1  | P    | Nathaniel Nwosu   | 10 gennaio 2006 (17 anni) | Water                 |
| 2  | D    | Augustine Njoku   | 2 agosto 2004 (18 anni)   | Abia Warriors         |
| 3  | D    | Solomon Agbalaka  | 9 novembre 2003 (19 anni) | MFM                   |
| 4  | C    | Daniel Daga       | 10 gennaio 2007 (16 anni) | Dakkada               |
| 5  | D    | Abel Ogwuche      | 6 luglio 2003 (19 anni)   | Trelleborg            |
| 6  | D    | Daniel Bameyi     | 4 gennaio 2006 (17 anni)  | Yum Yum               |
| 7  | A    | Haliru Sarki      | 2 febbraio 2004 (19 anni) | Mahanaim              |
| 8  | C    | Tochukwu Nnadi    | 30 giugno 2003 (19 anni)  | Botev Plovdiv         |
| 9  | A    | Salim Fago Lawal  | 15 gennaio 2003 (20 anni) | Mavlon                |
| 10 | C    | Victor Eletu      | 1º aprile 2005 (18 anni)  | Milan                 |
| 11 | A    | Ibrahim Muhammad  | 3 febbraio 2004 (19 anni) | FC Cartagena          |
| 12 | D    | Benjamin Fredrick | 28 maggio 2005 (17 anni)  | Nasarawa United       |
| 13 | D    | Israel Domingo    | 9 febbraio 2004 (19 anni) | Family Worship Centre |
| 14 | C    | Ibrahim Abdullahi | 27 ottobre 2005 (17 anni) | Samba                 |
| 15 | A    | Jude Sunday       | 4 ottobre 2004 (18 anni)  | Real Sapphire         |
| 16 | P    | John Utoblo       | 5 luglio 2003 (19 anni)   | Mavlon                |
| 17 | A    | Kehinde Ibrahim   | 15 gennaio 2006 (17 anni) | Green Light Academy   |
| 18 | C    | Samson Lawal      | 25 aprile 2004 (19 anni)  | Katsina Utd           |
| 19 | A    | Umeh Emmanuel     | 31 agosto 2004 (18 anni)  | Botev Plovdiv         |
| 20 | C    | Joshua John       | 18 gennaio 2004 (19 anni) | Nasarawa United       |
| 21 | P    | Chijoke Aniagboso | 15 aprile 2004 (19 anni)  | Giant Brillars        |

### Repubblica Dominicana
Commissario tecnico:  Walter Benítez
La squadra finale è stata annunciata il 9 maggio 2023. Il 19 maggio Sebastián Mañon è stato sostituito da Thomas Jungbauer a causa di un infortunio.
| N. | Pos. | Giocatore           | Data di nascita/Età         | Squadra          |
| -- | ---- | ------------------- | --------------------------- | ---------------- |
| 1  | P    | Omry Bello          | 28 maggio 2003 (19 anni)    | Universidad O&M  |
| 2  | C    | Steven Martínez     | 10 settembre 2003 (19 anni) | Atl. Vega Real   |
| 3  | D    | Alex Ciriaco        | 21 marzo 2004 (19 anni)     | Ilves            |
| 4  | D    | Thomas Jungbauer    | 7 giugno 2005 (17 anni)     | SPAL             |
| 5  | D    | Kleffer Martes      | 13 gennaio 2003 (20 anni)   | Atlético Pantoja |
| 6  | D    | Israel Boatwright   | 2 giugno 2005 (17 anni)     | Inter Miami      |
| 7  | A    | Bryan More          | 28 maggio 2003 (19 anni)    | Atl. Vega Real   |
| 8  | C    | Ángel Montes de Oca | 18 febbraio 2003 (20 anni)  | Cibao            |
| 9  | A    | Anyelo Gómez        | 2 gennaio 2003 (20 anni)    | Jarabacoa        |
| 10 | C    | Edison Azcona       | 21 novembre 2003 (19 anni)  | Inter Miami      |
| 11 | A    | Alejandro Martín    | 16 febbraio 2006 (17 anni)  | Alcobendas       |
| 12 | P    | Xavier Valdez       | 23 novembre 2003 (19 anni)  | Houston Dynamo   |
| 13 | A    | Oliver Schmidhauser | 2 giugno 2004 (18 anni)     | RB Lipsia        |
| 14 | C    | Yordy Álvarez       | 3 dicembre 2005 (17 anni)   | Atlántico        |
| 15 | A    | Yunior Peralta      | 2 febbraio 2004 (19 anni)   | Cibao            |
| 16 | D    | Miguel Vásquez      | 26 febbraio 2004 (19 anni)  | Atlántico        |
| 17 | A    | Jason Yambatis      | 21 marzo 2003 (20 anni)     | Atlético Pantoja |
| 18 | D    | Alfeni Tamárez      | 14 giugno 2005 (17 anni)    | Atlético Pantoja |
| 19 | D    | Guillermo de Peña   | 22 luglio 2003 (19 anni)    | Moca             |
| 20 | P    | Enrique Bösl        | 7 febbraio 2004 (19 anni)   | Ingolstadt 04    |
| 21 | A    | Derek Cuevas        | 7 gennaio 2004 (19 anni)    | Barcellona       |

## Gruppo E

### Uruguay
Commissario tecnico: Marcelo Broli
La squadra finale è stata annunciata l'8 maggio 2023.
| N. | Pos. | Giocatore               | Data di nascita/Età        | Squadra                |
| -- | ---- | ----------------------- | -------------------------- | ---------------------- |
| 1  | P    | Facundo Machado         | 19 gennaio 2004 (19 anni)  | Nacional               |
| 2  | D    | Sebastián Boselli       | 4 dicembre 2003 (19 anni)  | Defensor Sporting      |
| 3  | D    | Mateo Antoni            | 22 aprile 2003 (20 anni)   | Nacional               |
| 4  | D    | Mateo Ponte             | 24 maggio 2003 (19 anni)   | Danubio                |
| 5  | C    | Fabricio Díaz           | 3 febbraio 2003 (20 anni)  | Liverpool (M)          |
| 6  | D    | Mathías De Ritis        | 31 gennaio 2003 (20 anni)  | Peñarol                |
| 7  | C    | Anderson Duarte         | 23 marzo 2004 (19 anni)    | Defensor Sporting      |
| 8  | C    | Rodrigo Chagas          | 20 agosto 2003 (19 anni)   | Nacional               |
| 9  | A    | Andrés Ferrari          | 3 gennaio 2003 (20 anni)   | Defensor Sporting      |
| 10 | C    | Franco González         | 22 giugno 2004 (18 anni)   | Danubio                |
| 11 | C    | Juan Cruz de los Santos | 22 febbraio 2003 (20 anni) | River Plate (M)        |
| 12 | P    | Randall Rodríguez       | 29 novembre 2003 (19 anni) | Peñarol                |
| 13 | D    | Alan Matturro           | 11 ottobre 2004 (18 anni)  | Genoa                  |
| 14 | C    | Damián García           | 15 luglio 2003 (19 anni)   | Peñarol                |
| 15 | C    | Ignacio Sosa            | 31 agosto 2003 (19 anni)   | Fénix                  |
| 16 | D    | Facundo González        | 6 luglio 2003 (19 anni)    | Valencia               |
| 17 | C    | Matías Abaldo           | 2 aprile 2004 (19 anni)    | Defensor Sporting      |
| 18 | C    | Santiago Homenchenko    | 30 agosto 2003 (19 anni)   | Peñarol                |
| 19 | A    | Luciano Rodríguez       | 16 luglio 2003 (19 anni)   | Liverpool (M)          |
| 20 | A    | Nicolás Siri            | 17 aprile 2004 (19 anni)   | Montevideo City Torque |
| 21 | P    | José Arbío              | 21 gennaio 2003 (20 anni)  | River Plate (M)        |

### Iraq
Commissario tecnico: Emad Mohammed
La squadra finale è stata annunciata il 10 maggio 2023. Abboud Rabah è stato rimpiazzato da Abbas Majed a causa di un infortunio il 16 maggio 2023.
| N. | Pos. | Giocatore             | Data di nascita/Età         | Squadra                 |
| -- | ---- | --------------------- | --------------------------- | ----------------------- |
| 1  | P    | Hussein Hasan         | 15 novembre 2002 (20 anni)  | Al-Karkh                |
| 2  | D    | Alai Ghasem           | 16 febbraio 2003 (20 anni)  | IFK Göteborg            |
| 3  | D    | Roman Doulashi        | 7 agosto 2005 (17 anni)     | Bonner SC               |
| 4  | D    | Kadhim Raad Hatem     | 5 marzo 2003 (20 anni)      | Al-Quwa Al-Jawiya       |
| 5  | C    | Abdul-Razzak Qasim    | 19 febbraio 2003 (20 anni)  | Al-Shorta               |
| 6  | D    | Adam Rasheed          | 10 luglio 2006 (16 anni)    | Aalborg                 |
| 7  | A    | Mohammed Jameel       | 25 novembre 2005 (17 anni)  | Al-Sinaat Al-Kahrabaiya |
| 8  | A    | Abdulqader Ayoub      | 23 luglio 2003 (19 anni)    | Erbil                   |
| 9  | C    | Alexander Aoraha      | 17 gennaio 2003 (20 anni)   | QPR                     |
| 10 | A    | Youssef Amyn          | 21 agosto 2003 (19 anni)    | Feyenoord               |
| 11 | A    | Ashar Ali             | 24 settembre 2003 (19 anni) | Al-Mina'a               |
| 12 | P    | Abbas Kareem          | 15 novembre 2003 (19 anni)  | Al-Shorta               |
| 13 | P    | Omran Zaky            | 2 agosto 2004 (18 anni)     | Zakho                   |
| 14 | A    | Abbas Fadhil          | 13 luglio 2003 (19 anni)    | Naft Maysan             |
| 15 | D    | Abbas Manie           | 11 gennaio 2003 (20 anni)   | Amanat Baghdad          |
| 16 | A    | Ali Jassim            | 20 gennaio 2004 (19 anni)   | Al-Kahraba              |
| 17 | D    | Muslim Moussa         | 11 marzo 2005 (18 anni)     | Al-Mina'a               |
| 18 | C    | Ali Sadiq             | 13 febbraio 2003 (20 anni)  | Al-Zawraa               |
| 19 | D    | Sajjad Mohammed Mahdi | 25 febbraio 2003 (20 anni)  | Naft Maysan             |
| 20 | A    | Abbas Majed           | 29 ottobre 2003 (19 anni)   | Naft Maysan             |
| 21 | C    | Hayder Abdulkareem    | 7 agosto 2004 (18 anni)     | Al-Zawraa               |

### Inghilterra
Commissario tecnico: Ian Foster
La squadra finale è stata annunciata il 10 maggio 2023.
| N. | Pos. | Giocatore           | Data di nascita/Età         | Squadra          |
| -- | ---- | ------------------- | --------------------------- | ---------------- |
| 1  | P    | Matthew Cox         | 2 maggio 2003 (20 anni)     | Brentford        |
| 2  | D    | Brooke Norton-Cuffy | 12 gennaio 2004 (19 anni)   | Coventry City    |
| 3  | D    | Callum Doyle        | 3 ottobre 2003 (19 anni)    | Coventry City    |
| 4  | C    | Alex Scott          | 21 agosto 2003 (19 anni)    | Bristol City     |
| 5  | D    | Bashir Humphreys    | 15 marzo 2003 (20 anni)     | Paderborn        |
| 6  | D    | Jarell Quansah      | 29 gennaio 2003 (20 anni)   | Liverpool        |
| 7  | C    | Alfie Devine        | 1º agosto 2004 (18 anni)    | Tottenham        |
| 8  | C    | Carney Chukwuemeka  | 20 ottobre 2003 (19 anni)   | Chelsea          |
| 9  | A    | Dane Scarlett       | 24 marzo 2004 (19 anni)     | Tottenham        |
| 10 | C    | Aaron Ramsey        | 21 gennaio 2003 (20 anni)   | Middlesbrough    |
| 11 | C    | Harvey Vale         | 11 settembre 2003 (19 anni) | Chelsea          |
| 12 | P    | James Beadle        | 16 luglio 2004 (18 anni)    | Brighton         |
| 13 | P    | Teddy Sharman-Lowe  | 30 marzo 2003 (20 anni)     | Chelsea          |
| 14 | C    | Darko Gyabi         | 18 gennaio 2003 (20 anni)   | Leeds Utd        |
| 15 | D    | Ronnie Edwards      | 28 marzo 2003 (20 anni)     | Peterborough Utd |
| 16 | D    | Imari Samuels       | 5 febbraio 2003 (20 anni)   | Brighton         |
| 17 | C    | Samuel Edozie       | 28 gennaio 2003 (20 anni)   | Southampton      |
| 18 | A    | Mateo Joseph        | 19 ottobre 2003 (19 anni)   | Leeds Utd        |
| 19 | A    | Liam Delap          | 8 febbraio 2003 (20 anni)   | Manchester City  |
| 20 | A    | Daniel Jebbison     | 13 agosto 2003 (19 anni)    | Sheffield Utd    |
| 21 | D    | Daniel Oyegoke      | 3 gennaio 2003 (20 anni)    | Brentford        |

### Tunisia
Commissario tecnico: Montasser Louhichi
La squadra finale è stata annunciata l'8 maggio 2023. Il 15 maggio Adem Garreb è stato sostituito da Baraket Hmidi a causa di un infortunio.
| N. | Pos. | Giocatore            | Data di nascita/Età         | Squadra         |
| -- | ---- | -------------------- | --------------------------- | --------------- |
| 1  | P    | Raed Gazzeh          | 17 ottobre 2003 (19 anni)   | Étoile du Sahel |
| 2  | D    | Mahmoud Ghorbel      | 31 dicembre 2003 (19 anni)  | Sfaxien         |
| 3  | D    | Zinedine Sassi       | 4 agosto 2003 (19 anni)     | Espérance       |
| 4  | D    | Karim El Abed        | 27 febbraio 2004 (19 anni)  | Karlsruhe       |
| 5  | D    | Raed Bouchniba       | 25 settembre 2003 (19 anni) | Espérance       |
| 6  | C    | Ghaith Ouahabi       | 2 maggio 2003 (20 anni)     | Espérance       |
| 7  | C    | Samy Chouchane       | 5 settembre 2003 (19 anni)  | Brighton        |
| 8  | C    | Yassine Dridi        | 3 aprile 2003 (20 anni)     | Club Africain   |
| 9  | A    | Youssef Snana        | 24 marzo 2004 (19 anni)     | Club Africain   |
| 10 | C    | Chaïm El Djebali     | 7 febbraio 2004 (19 anni)   | Olympique Lione |
| 11 | A    | Raki Aouani          | 11 settembre 2004 (18 anni) | Étoile du Sahel |
| 12 | P    | Thomas Zouaghi       | 11 aprile 2005 (18 anni)    | Sassuolo        |
| 13 | C    | Mohamed Wael Derbali | 18 giugno 2003 (19 anni)    | Olympique Béja  |
| 14 | D    | Rayan Nasraoui       | 27 giugno 2003 (19 anni)    | Nîmes           |
| 15 | A    | Baraket Hmidi        | 1º febbraio 2003 (20 anni)  | Sfaxien         |
| 16 | P    | Edris Arfaoui        | 23 novembre 2004 (18 anni)  | Deinze          |
| 17 | C    | Malek Mehri          | 21 ottobre 2003 (19 anni)   | Espérance       |
| 18 | A    | Mohamed Dhaoui       | 11 maggio 2003 (19 anni)    | Al-Ahly         |
| 19 | D    | Ali Saoudi           | 20 dicembre 2003 (19 anni)  | Stade Tunisien  |
| 20 | A    | Béchir Yacoub        | 24 maggio 2004 (18 anni)    | Monaco          |
| 21 | A    | Jibril Othman        | 26 aprile 2004 (19 anni)    | Saint-Étienne   |

## Gruppo F

### Francia
Commissario tecnico: Landry Chauvin
La squadra finale è stata annunciata il 10 maggio 2023.
| N. | Pos. | Giocatore           | Data di nascita/Età         | Squadra             |
| -- | ---- | ------------------- | --------------------------- | ------------------- |
| 1  | P    | Thimothée Lo-Tutala | 13 febbraio 2003 (20 anni)  | Hull City           |
| 2  | D    | Tanguy Zoukrou      | 7 maggio 2003 (20 anni)     | Troyes              |
| 3  | D    | Thérence Koudou     | 13 dicembre 2004 (18 anni)  | Stade Reims         |
| 4  | D    | Ousmane Camara      | 6 marzo 2003 (20 anni)      | Angers              |
| 5  | D    | Félix Nzouango      | 7 gennaio 2003 (20 anni)    | Juventus            |
| 6  | C    | Florent Da Silva    | 2 aprile 2003 (20 anni)     | Volendam            |
| 7  | A    | Alan Virginius      | 3 gennaio 2003 (20 anni)    | Lilla               |
| 8  | C    | Warren Bondo        | 15 settembre 2003 (19 anni) | Reggina             |
| 9  | A    | Malamine Efekele    | 19 luglio 2004 (18 anni)    | Monaco              |
| 10 | C    | Soungoutou Magassa  | 8 ottobre 2003 (19 anni)    | Monaco              |
| 11 | A    | Sekou Lega          | 21 gennaio 2003 (20 anni)   | Olympique Lione     |
| 12 | A    | Antoine Joujou      | 12 marzo 2003 (20 anni)     | Le Havre            |
| 13 | A    | Wilson Odobert      | 28 novembre 2004 (18 anni)  | Troyes              |
| 14 | D    | Cheick Keita        | 2 aprile 2003 (20 anni)     | Stade Reims         |
| 15 | C    | Etienne Camara      | 30 marzo 2003 (20 anni)     | Huddersfield Town   |
| 16 | P    | Yann Lienard        | 16 marzo 2003 (20 anni)     | Monaco              |
| 17 | A    | Alexis Tibidi       | 3 novembre 2003 (19 anni)   | Troyes              |
| 18 | D    | Jordan Semedo       | 15 gennaio 2003 (20 anni)   | Monaco              |
| 19 | D    | Brayann Pereira     | 21 maggio 2003 (19 anni)    | Bourg-en-Bresse     |
| 20 | C    | Martin Adeline      | 2 dicembre 2003 (19 anni)   | Rodez               |
| 21 | P    | Lucas Lavallee      | 18 febbraio 2003 (20 anni)  | Paris Saint-Germain |

### Corea del Sud
Commissario tecnico: Kim Eun-jung
La squadra finale è stata annunciata il 5 maggio 2023.
| N. | Pos. | Giocatore       | Data di nascita/Età         | Squadra                |
| -- | ---- | --------------- | --------------------------- | ---------------------- |
| 1  | P    | Kim Jun-hong    | 3 giugno 2003 (19 anni)     | Sangmu                 |
| 2  | D    | Park Chang-woo  | 1º marzo 2003 (19 anni)     | Jeonbuk Hyundai        |
| 3  | D    | Hwang In-taek   | 1º aprile 2003 (19 anni)    | Seoul E-Land           |
| 4  | D    | Choi Seok-hyeon | 13 gennaio 2003 (20 anni)   | Università di Dankook  |
| 5  | D    | Lee Chan-wook   | 3 febbraio 2003 (19 anni)   | Gyeongnam              |
| 6  | C    | Park Hyun-bin   | 19 maggio 2003 (19 anni)    | Incheon Utd            |
| 7  | C    | Kim Yong-hak    | 20 maggio 2003 (19 anni)    | Portimonense           |
| 8  | C    | Lee Seung-won   | 6 marzo 2003 (19 anni)      | Gangwon                |
| 9  | A    | Lee Young-jun   | 23 maggio 2003 (19 anni)    | Sangmu                 |
| 10 | C    | Bae Jun-ho      | 21 agosto 2003 (19 anni)    | Daejeon Hana Citizen   |
| 11 | C    | Kang Seong-jin  | 26 marzo 2003 (19 anni)     | Seoul                  |
| 12 | P    | Kim Jung-hoon   | 9 agosto 2004 (18 anni)     | Università della Corea |
| 13 | D    | Choi Ye-hoon    | 19 agosto 2003 (19 anni)    | Busan IPark            |
| 14 | C    | Kang Sang-yun   | 31 maggio 2004 (18 anni)    | Jeonbuk Hyundai        |
| 15 | D    | Cho Young-kwang | 11 marzo 2004 (18 anni)     | Seoul                  |
| 16 | C    | Lee Seung-joon  | 11 agosto 2004 (18 anni)    | Seoul                  |
| 17 | C    | Lee Ji-han      | 8 gennaio 2003 (20 anni)    | Friburgo               |
| 18 | A    | Park Seung-ho   | 11 settembre 2003 (19 anni) | Incheon Utd            |
| 19 | D    | Bae Seo-joon    | 11 dicembre 2003 (19 anni)  | Daejeon Hana Citizen   |
| 20 | D    | Kim Ji-soo      | 24 dicembre 2004 (18 anni)  | Seongnam               |
| 21 | P    | Moon Hyeon-ho   | 13 maggio 2003 (19 anni)    | Asan Mugunghwa         |

### Gambia
Commissario tecnico: Abdoulie Bojang
La squadra finale è stata annunciata il 10 maggio 2023.
| N. | Pos. | Giocatore          | Data di nascita/Età         | Squadra        |
| -- | ---- | ------------------ | --------------------------- | -------------- |
| 1  | P    | Pa Ebou Dampha     | 29 marzo 2003 (20 anni)     | Waa Banjul     |
| 2  | A    | Ba Lamin Sowe      | 1º dicembre 2003 (19 anni)  | Tenerife       |
| 3  | D    | Sainey Sanyang     | 18 aprile 2003 (20 anni)    | Banjul Hawks   |
| 4  | D    | Alagie Saine       | 20 gennaio 2003 (20 anni)   | Horsens        |
| 5  | D    | Dembo Saidykhan    | 20 gennaio 2004 (19 anni)   | Steve Biko     |
| 6  | C    | Mahmudu Bajo       | 15 agosto 2004 (18 anni)    | Granada        |
| 7  | C    | Bailo Bah          | 4 marzo 2003 (20 anni)      | Banjul Hawks   |
| 8  | C    | Salifu Colley      | 13 ottobre 2003 (19 anni)   | Real de Banjul |
| 9  | A    | Mansour Mbye       | 1º gennaio 2003 (20 anni)   | Banjul United  |
| 10 | A    | Kajally Drammeh    | 10 ottobre 2003 (19 anni)   | Cape Town City |
| 11 | A    | Modou Lamin Marong | 27 novembre 2005 (17 anni)  | Interclube     |
| 12 | C    | Muhammed Jobe      | 26 maggio 2004 (18 anni)    | Real de Banjul |
| 13 | C    | Haruna Rasid Njie  | 23 settembre 2005 (17 anni) | Gunjur United  |
| 14 | C    | Muhammed Sawaneh   | 30 dicembre 2003 (19 anni)  | Teungueth      |
| 15 | D    | Moses Jarju        | 5 ottobre 2003 (19 anni)    | Fortune        |
| 16 | D    | Bakary Jawara      | 2 aprile 2003 (20 anni)     | Fortune        |
| 17 | P    | Youkasseh Sanyang  | 6 gennaio 2004 (19 anni)    | Steve Biko     |
| 18 | P    | Ebrima Jaiteh      | 19 dicembre 2004 (18 anni)  | TMT FA         |
| 19 | A    | Ebrima Singhateh   | 10 settembre 2003 (19 anni) | Slavia Praga   |
| 20 | A    | Adama Bojang       | 28 maggio 2004 (18 anni)    | Steve Biko     |
| 21 | A    | Mamin Sanyang      | 6 febbraio 2003 (20 anni)   | Bayern Monaco  |

### Honduras
Commissario tecnico: Luis Alvarado
La squadra finale è stata annunciata il 28 aprile 2023.
| N. | Pos. | Giocatore             | Data di nascita/Età         | Squadra           |
| -- | ---- | --------------------- | --------------------------- | ----------------- |
| 1  | P    | Juergen García        | 28 gennaio 2005 (17 anni)   | Lone              |
| 2  | D    | Darlin Mencia         | 9 aprile 2003 (19 anni)     | Real España       |
| 3  | D    | Geremy Rodas          | 19 marzo 2004 (18 anni)     | Minnesota Utd     |
| 4  | D    | Anfronit Tatum        | 2 giugno 2005 (17 anni)     | Real España       |
| 5  | D    | Aarón Zúñiga Espinoza | 4 novembre 2003 (19 anni)   | Real España       |
| 6  | C    | David Ruíz            | 8 febbraio 2004 (18 anni)   | Inter Miami       |
| 7  | A    | Odin Ramos            | 16 febbraio 2004 (18 anni)  | Marathón          |
| 8  | C    | Tomás Sorto           | 16 gennaio 2003 (20 anni)   | Honduras Progreso |
| 9  | A    | Exon Arzú             | 19 maggio 2004 (18 anni)    | Real España       |
| 10 | C    | Isaac Castillo        | 24 maggio 2003 (19 anni)    | Marathón          |
| 11 | A    | Marco Aceituno        | 28 dicembre 2003 (19 anni)  | Real España       |
| 12 | P    | José Valdez           | 17 aprile 2003 (19 anni)    | Vida              |
| 13 | C    | Heber Núñez           | 28 settembre 2003 (19 anni) | Lone              |
| 14 | D    | Javier Arriaga        | 1º agosto 2004 (18 anni)    | Marathón          |
| 15 | C    | Kolton Kelly          | 12 febbraio 2004 (18 anni)  | Victoria          |
| 16 | D    | Julián Martínez       | 1º dicembre 2003 (19 anni)  | Olimpia           |
| 17 | A    | Maynor Arzu           | 16 novembre 2003 (19 anni)  | Real Sociedad     |
| 18 | A    | Daniel Carter Bodden  | 12 settembre 2003 (19 anni) | Real España       |
| 19 | A    | Jefryn Macías         | 2 gennaio 2004 (19 anni)    | Lobos UPNFM       |
| 20 | D    | Félix García Martínez | 2 febbraio 2004 (18 anni)   | Olimpia           |
| 21 | P    | Medardo Laínez        | 4 febbraio 2004 (18 anni)   | Real España       |